# Roy Choi
Pour les articles homonymes, voir Choi.
 (juillet 2017).
Le contenu est difficilement compréhensible vu les erreurs de traduction, qui sont peut-être dues à l'utilisation d'un logiciel de traduction automatique.
 (juillet 2017).
Si vous disposez d'ouvrages ou d'articles de référence ou si vous connaissez des sites web de qualité traitant du thème abordé ici, merci de compléter l'article en donnant les références utiles à sa vérifiabilité et en les liant à la section « Notes et références ».
Roy Choi, né le 24 février 1970 à Séoul en Corée du Sud, est un chef cuisinier coréano-américain.

## Biographie
Il est né à Séoul, en Corée du Sud d'un père sud-coréen Soo Myung Choi et d'une mère nord-coréenne Youn-Jin Choi, ses parents se sont rencontrés aux États-Unis et après leur mariage, ils retournent en Corée. La famille a fini par émigrer la Corée du Sud en 1972. 
Roy a grandi à Los Angeles et dans le sud de la Californie. Au fur et à mesure que Choi grandissait, ses parents avaient de nombreuses entreprises: une boutique d'alcool, un magasin de nettoyage à sec, un restaurant coréen et après avoir vendu des bijoux à la porte, enfin une entreprise de bijoux réussie. Ses parents possédaient un restaurant argentin d'Anaheim, en Californie, appelé Silver Garden pendant trois ans lorsqu'il était jeune. La mère de Choi a fait kim chee qui était si populaire dans leur communauté qu'ils l'ont emballé et vendu localement. Sa mémoire préférée d'enfance fait des boulettes à l'âge de huit ans dans le restaurant de sa famille. La famille a déménagé plusieurs fois alors qu'il était jeune. Sa famille a déjà vécu près du boulevard olympique et de l'avenue Vermont, ainsi que dans le sud-centre, le district de Crenshaw et West Hollywood.
Choi a assisté à un programme doué-étudiants, mais a changé d'école au début de son adolescence quand ses parents atteints de la prospérité dans les affaires de bijoux et a déménagé sa famille dans un quartier à prédominance blanche dans le comté d' Orange appelé Villa Park , Choi a commencé à entrer dans Problème, ses marques glissant alors qu'il commençait à prendre de la drogue et à sortir avec une mauvaise foule. À l'âge de 15 ans, les parents de Choi l'ont envoyé à Southern California Military Academy à Signal Hill, en Californie. Il se souvient de cela comme une bonne expérience.
Après le lycée, Choi est allé en Corée et a enseigné l'anglais là-bas. Il a ensuite assisté à l'Université d'État de Californie, Fullerton, diplômé en baccalauréat en philosophie. Choi a fréquenté l'école de droit Western State University, mais a abandonné après un semestre. À 24 ans, confus à propos de sa vie, et dans une période sombre vers 1994 ou 1995, Choi a dit qu'il était obsédé par le spectacle "Essence of Emeril" d'Emeril Lagasse. Le spectacle l'a inspiré à s'inscrire à l'école culinaire. "Emeril m'a sauvé la vie", a déclaré Choi.
En 1996, Choi a commencé à étudier au Culinary Institute of America à Hyde Park, à New York. Il a apprécié les programmes de blocs très structurés, où il n'y avait pas de «salle de mouvement». Il a travaillé pendant cette période en tant que stagiaire au Bernardin à New York City.
En 2024 il reçoit un Doctorat en beaux-arts honorifique.